# Charles A. Towne
Charles A. Towne (Pontiac, 1858. november 21. – Tucson, 1928. október 22.) az Amerikai Egyesült Államok szenátora (Minnesota, 1900–1901).